# Henry Reinholdt
Henry Reinholdt (Skien, 16 gennaio 1890 – Skien, 1º febbraio 1980) è stato un calciatore norvegese, di ruolo attaccante.

## Carriera

### Club
Reinholdt vestì la maglia dell'Odd. Vinse due edizioni della Norgesmesterskapet: 1913 e 1915.

### Nazionale
Giocò 4 partite per la Norvegia. Esordì il 16 giugno 1912, nella sconfitta per 2-1 contro la Svezia. Partecipò ai Giochi della V Olimpiade.

## Palmarès

### Club

#### Competizioni nazionali
- Coppa di Norvegia: 2

Odd: 1913, 1915